# Limes de la Alta Germania-Recia
Los limes de Germania Superior y de Recia formaban parte del Limes Germanicus, frontera exterior al norte del Imperio romano. Con una longitud de 550 km, se extendían a lo largo de los ríos Rin y Danubio. 
Se inscribieron estos limes en el Patrimonio de la Humanidad de la Unesco (ii, iii, iv) en el 2005. Complementan la Muralla de Adriano y el Muro Antonino en el Reino Unido, inscritos en 1987 y 2008, respectivamente, y con los que forman, en conjunto, la denominación "Fronteras del Imperio Romano".

## Trazado

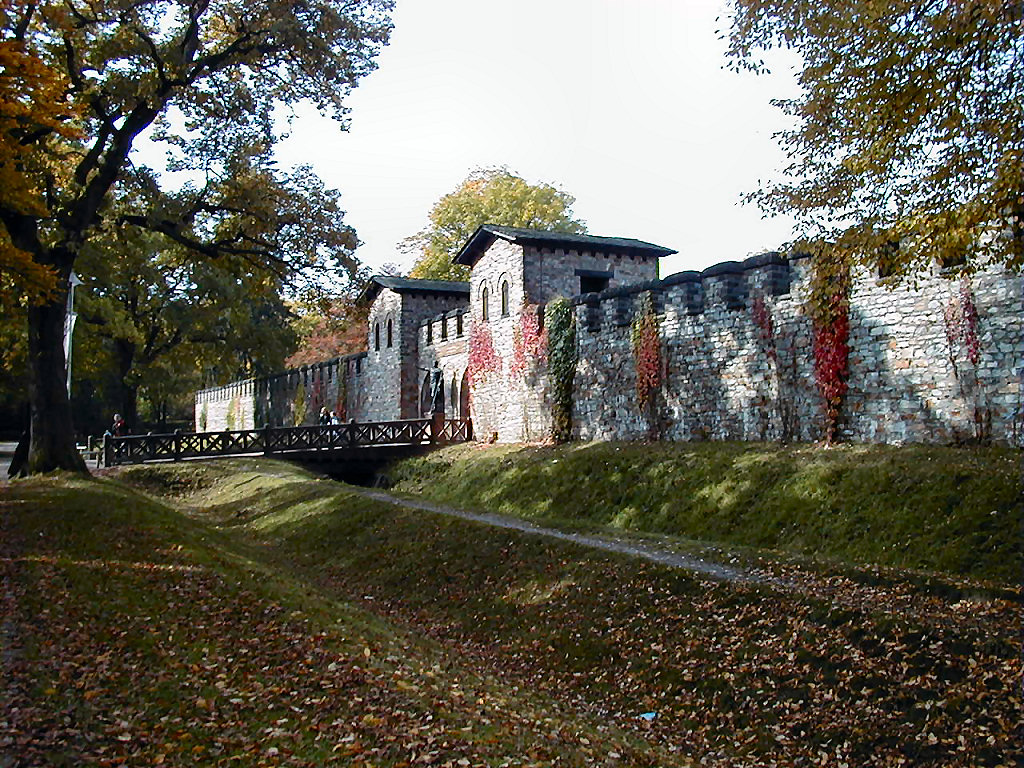
Sección reconstruida del limes, en el fuerte militar o castellum de Saalburg.

El trazado sigue algunos de los límites físicos, como ríos y alineaciones montañosas con excepción de un corto tramo que sigue al Río Meno. 

## Función
Los limes romanos tuvieron probablemente no sólo una función defensiva, y no tenían por objeto hacer la frontera impenetrable. Las investigaciones recientes sugieren que también marcaban el espacio en el que el Imperio proporcionaba seguridad. Roma extendió su influencia mucho más allá, y los intercambios comerciales eran importantes. Incluso las legiones fueron instaladas más allá de estas fronteras, donde se reclutaron auxiliares germanos. 
Todavía se encuentran restos entre Abensberg en Baviera, en Colonia y en Dinkelsbühl.